# Boo.com
Boo.com fue una empresa británica de comercio electrónico fundada en 1998 por los suecos Ernst Malmsten, Kajsa Leander y Patrik Hedelin. Los tres ya eran considerados empresarios destacados en el mundo digital europeo, en parte por su éxito previo con Bokus.com, una librería en línea que para 1997 se había convertido en el tercer minorista electrónico de libros más grande.
Después de varios retrasos ampliamente difundidos, Boo.com finalmente se lanzó en el otoño de 1999 como un minorista en línea de ropa de marca. La empresa gastó 135 millones de dólares en capital de riesgo en solo 18 mesesy se declaró en quiebra el 18 de mayo de 2000, siendo posteriormente liquidada.
En junio de 2008, CNET destacó a Boo.com como uno de los mayores fracasos de la era punto-com.
Ernst Malmsten relató la historia de Boo.com y su caída en el libro Boo Hoo: A Dot.com Story from Concept to Catastrophe, publicado en 2001.

## Plan de marketing

### Visión de la empresa
Boo.com aspiraba a convertirse en el mayor minorista electrónico de ropa deportiva del mundo, con planes de operar simultáneamente en Europa y América.

### Nombre de marca
En un principio, se consideró usar el nombre Bo.com para la marca, inspirado en la actriz Bo Derek. Sin embargo, como ese dominio ya estaba en uso, finalmente se optó por Boo.com, que fue adquirido por 2500 dólares a un comerciante.

### Estrategia
Boo.com se dirigía a un público joven, adinerado y con estilo, de entre 18 y 24 años, interesados en marcas deportivas y de moda.Para mejorar la experiencia de compra, la empresa creó a "Miss Boo", una asistente virtual que ofrecía consejos en cada paso del proceso. Además, Boo.com desarrolló tecnología avanzada que permitía a los clientes colocar los productos seleccionados en modelos 3D y luego inspeccionar los resultados desde diferentes ángulos.

## Sede y relanzamiento
Boo.com tenía su sede en Carnaby Street, Londres,y comenzó con 40 empleados.Para octubre de 1999, la empresa ya había crecido a 400 empleadosdistribuidos en ocho oficinas en ciudades como Ámsterdam, Múnich, Nueva York, París y Estocolmo.En el otoño de 2000, la empresa se relanzó con Kate Buggeln, exvendedora y consultora de internet de Bloomingdale's, como presidenta. Buggeln declaró a Women's Wear Daily que estaban buscando "expandirse más allá del modelo de negocio de portales hacia productos y licencias de Boo".

## Razones del fracaso

### Momento oportuno
Aunque el lanzamiento de Boo.com enfrentó varios meses de retrasos y problemas de experiencia de usuario, la mayoría de estos inconvenientes ya se habían resuelto cuando la empresa se declaró en quiebra. De hecho, las ventas habían crecido rápidamente, alcanzando aproximadamente 500.000 dólares en las dos semanas previas al cierre del sitio web.
El principal problema de Boo.com fue su plan de crecimiento excesivamente ambicioso, que incluía lanzamientos simultáneos en varios países europeos. Este enfoque se basaba en la premisa de que podría contar con capital de riesgo para cubrir sus altos costos operativos hasta que las ventas alcanzaran niveles sostenibles. Sin embargo, este financiamiento se agotó en el segundo trimestre de 2000, cuando el desplome del NASDAQ marcó el inicio del "crash puntocom". Boo.com fue una de muchas empresas puntocom que colapsaron durante los dos años siguientes.
Un exgerente de Boo.com reconoció que el fracaso de la empresa se debió en gran parte a los elevados costos de marketing y publicidad global, combinados con una baja inversión en tecnología y gestión. En total, Boo.com gastó 135 millones de dólares en solo dos años.

### Problemas con la experiencia del usuario
El sitio web de Boo.com fue ampliamente criticado por su mal diseño, el cual no se adaptaba bien a su público objetivo y violaba varias normas de usabilidad.Dependía en gran medida de tecnologías como JavaScript y Flash para ofrecer vistas pseudo-3D de los productos, así como de un avatar virtual llamado Miss Boo, que actuaba como una especie de asistente de ventas. La primera versión del sitio incluía páginas muy grandes, y la página de inicio, por ejemplo, ocupaba varios cientos de kilobytes, lo que provocaba largos tiempos de carga, especialmente porque las conexiones de banda ancha no eran comunes en ese momento. De hecho, la página principal advertía: «Este sitio está diseñado para módems de 56K o superiores».
El diseño complejo de Boo.com obligaba a que el sitio web se mostrara en una ventana de tamaño fijo, lo que limitaba el espacio para mostrar la información del producto de manera clara y eficiente. Además, las técnicas de navegación variaban constantemente a medida que el cliente avanzaba por el sitio, lo que generaba confusión y dificultaba una experiencia de compra fluida.
La interfaz del sitio era complicada y presentaba un sistema jerárquico que obligaba a los usuarios a responder entre cuatro o cinco preguntas diferentes antes de descubrir, en ocasiones, que no había productos disponibles en una subsección específica. Además, tenían que repetir estas mismas preguntas básicas varias veces hasta conseguir resultados, lo que generaba frustración y ralentizaba la navegación en el sitio.

### Gasto excesivo en marketing
Boo.com gastó 135 millones de dólares en marketing en solo 18 meses.De esa cantidad, 25 millones fueron destinados a publicidad y relaciones públicas, incluso antes de comenzar a vender productos.
Para atraer a los consumidores, Boo.com desarrolló una tecnología que permitía a los usuarios arrastrar prendas de ropa sobre un modelo corporal virtual en 3D, visualizándola desde cualquier ángulo y distancia. La inversión en esta tecnología ascendió a más de 6 millones de dólares en desarrollo y 0,5 millones mensuales en mantenimiento.

## Agotamiento de capital
Boo.com invirtió 125 millones de libras en solo seis meses,pero sus ventas no cumplieron las expectativas. Esto se debió en parte a una tasa de devoluciones de productos más alta de lo esperado, lo que resultó en costos adicionales debido a que el servicio de devoluciones, aunque gratuito para los clientes, era cobrado por el proveedor logístico, Deutsche Post. Además, la mala gestión y la falta de comunicación entre departamentos llevaron a un aumento rápido de los costos. La efectividad de su costosa campaña publicitaria también fue limitada, ya que el sitio web no estuvo listo a tiempo, y los visitantes se encontraron con una página de espera en lugar de productos disponibles.
Se contrató personal y contratistas en grandes cantidades sin una dirección clara ni decisiones ejecutivas sobre la cantidad de empleados necesarios, lo que generó altos costos de nómina.

## Secuelas
Omnia, un fondo respaldado por la familia Hariri de Líbano, fue uno de los mayores perdedores de Boo.com, con una inversión cercana a los 20 millones de libras.
Los acreedores, en su mayoría agencias de publicidad, sumaban una deuda de unos 12 millones de libras. Más de 400 empleados y contratistas fueron despedidos en Londres y otros lugares, y muchos de ellos llevaban meses sin recibir su salario.
En un artículo de gran circulación,el ex director de tecnología interino, Tristan Louis, detalló los problemas que aquejaban a la empresa, convirtiéndose en una de las primeras autopsias de una compañía de tecnología publicadas en línea.
Fashionmall.com, que operaba desde 1994, adquirió las acciones restantes de Boo.com, incluyendo la marca, el dominio web y el material publicitario, pero sin los activos físicos, software ni canales de distribución.El acuerdo también incluyó el personaje de Miss Boo. Los activos más importantes de Boo, su software y tecnología, fueron vendidos a Bright Station, dirigida por el emprendedor Dan Wagner, por 250.000 dólares. Estos sirvieron como base para la creación de Venda Inc.Wagner acreditó la tecnología adquirida como clave para el éxito de Venda, lo que llevó a su posterior adquisición por NetSuite por 50 millones de dólares en 2014.
La venta de todos los activos restantes de Boo.com generó menos de 2 millones de dólares.
Del equipo original de boo.com, solo Bill Burley continuó trabajando para ambas versiones. Burley, quien formó parte del equipo en Nueva York, fue contratado por Fashionmall como Director Global de Moda del nuevo boo.com y reportaba directamente a Kate Buggeln.
En 2005, CNET incluyó a Boo.com en el sexto lugar de su lista de los mayores fracasos del mercado puntocom.

## Estado actual del dominio
En mayo de 2007, Web Reservations International (WRI) transformó boo.com en un portal de viajes con reseñas y listados. Al momento de su lanzamiento, el nuevo sitio ya disponía de más de un millón de reseñas de usuarios, las cuales fueron recopiladas de otros sitios de viajes de WRI.
En octubre de 2010, el renovado sitio boo.com informó que cerraría sus puertas a partir del 1 de noviembre de 2010.
Desde julio de 2020, boo.com redirige a hostelworld.com.